# (9677) Gowlandhopkins
(9677) Gowlandhopkins ist ein Asteroid des Hauptgürtels, der am 24. September 1960 von dem niederländischen Astronomenehepaar Cornelis Johannes van Houten und Ingrid van Houten-Groeneveld entdeckt wurde. Die Entdeckung geschah im Rahmen des Palomar-Leiden-Surveys, bei dem von Tom Gehrels mit dem 120-cm-Oschin-Schmidt-Teleskop des Palomar-Observatoriums (IAU-Code 675) aufgenommene Feldplatten an der Universität Leiden durchmustert wurden.
Der Asteroid wurde am 11. November 2000 nach dem englischen Biochemiker und Mediziner Frederick Gowland Hopkins (1861–1947) benannt, der für seine Untersuchungen von Vitaminen 1929 den Nobelpreis für Physiologie oder Medizin erhielt.